# Awimim
Awimim (Avimimus) – rodzaj opierzonego dinozaura z podrzędu teropodów, z grupy owiraptorozaurów. Jedyny przedstawiciel rodziny awimimów (Avimimidae). Nazwa rodzajowa Avimimus oznacza „naśladujący ptaka” (łac. avis „ptak”; mimus „imitator, naśladowca”, od gr. μιμος mimos „naśladowca”).

## Opis
Awimim swoim wyglądem przypominał strusia, jednak był znacznie mniejszy – osiągał 1,5 m długości. Miał krótką i wysoką głowę z nozdrzami cofniętymi do tyłu i z bezzębnym dziobem. Jego przednie kończyny, choć zbyt krótkie, aby mogły służyć do latania, były pokryte piórami. Jak dotąd nie znaleziono jednak odcisków piór. Awimim potrafił szybko biegać, ale nie potrafił latać.

## Pożywienie
Według niektórych paleontologów awimimy były roślinożerne, lecz nie gardziły także owadami i małymi gadami.

## Występowanie
Awimim występował w epoce późnej kredy na obszarze dzisiejszej Mongolii na pustyni Gobi.

## Odkrycie
Awimim został nazwany w 1981 przez rosyjskiego paleontologa Siergieja Kurzanowa.